# 明報月刊
『明報月刊』（Ming Pao Monthly）は、香港で発行されている中国語の月刊雑誌であり、時事評論、文化、文学、歴史、哲学など多岐にわたる内容を掲載している知識人向けの総合雑誌である。1966年に創刊され、香港を拠点としながらも、華人社会全体に影響を及ぼす知的文化メディアとしての役割を果たしている。本誌は、新聞「明報（ミンパオ）」と同じ系列に属し、独立した編集方針を持ちながら、深い洞察に満ちた評論記事を提供することで知られている。
『明報月刊』は、香港の有力紙「明報」によって1966年に創刊された。当時の香港は、文化・思想の交流が活発であり、中国本土や台湾、東南アジアの華人社会とも密接なつながりを持っていた。そのため、本誌は単なる地域誌にとどまらず、広範な華人知識層に向けた影響力のあるメディアとしての地位を確立した。
創刊当初から、『明報月刊』は政治、経済、社会、文化の各分野で鋭い評論を展開し、特に中国の政治動向や国際情勢の分析に長けた記事を掲載してきた。また、文学・歴史・哲学に関する論考も充実しており、知識人や学者、作家たちによる寄稿が多く見られる。改革開放以降の1980年代には、中国本土の知識人とも交流を深め、さまざまな論客が本誌に寄稿するようになった。特に、1980年代から1990年代にかけて、中国の民主化運動や政治改革に関する議論の場として重要な役割を果たした。
『明報月刊』の最大の特徴は、その独立性と批判精神にある。中国本土や台湾、東南アジアの華人社会に向けて、多角的な視点を提供することを編集方針としており、特定の政治勢力に偏らない姿勢を貫いている。